# Eatoniella tenella
Eatoniella tenella är en snäckart som först beskrevs av Powell 1937.  Eatoniella tenella ingår i släktet Eatoniella och familjen Eatoniellidae. Inga underarter finns listade i Catalogue of Life.